# Caputxí crestat
El caputxí crestat (Sapajus robustus) és una espècie de primat de la família dels cèbids. És endèmic del Brasil, on viu a altituds d'entre 0 i 840 msnm als estats de Bahia, Espírito Santo i Minas Gerais. Els seus hàbitats naturals són els boscos tropicals de plana, les selves pluvials submontanes i els boscos semicaducifolis secs de la Mata Atlàntica. És una espècie en perill per l'expansió dels camps de conreu, el creixement en taca d'oli, la caça, la desforestació i la destrucció i fragmentació del seu hàbitat per les infraestructures energètiques i viàries. El seu nom específic, robustus, significa ‘robust’ en llatí.